# 혀신경
혀신경(lingual nerve), 또는 설신경은 혀의 앞쪽 3분의 2에서 감각 정보를 전달하는 신경이다. 혀신경은 삼차신경에서 갈라져 나온 아래턱신경(CN V3) 성분과 얼굴신경 성분을 모두 포함하고 있다. 삼차신경에서 온 섬유는 촉각, 통증, 온도와 같은 일반 감각을, 얼굴신경에서 온 섬유는 미각 정보(=특수 감각)를 전달한다.

## 구조
혀신경은 처음에는 가쪽날개근 아래쪽, 아래이틀신경의 앞안쪽에 있다. 때때로 혀신경은 위턱동맥을 가로지르는 가지에 의해 아래이틀신경에 연결된다.
얼굴신경의 가지인 고실끈신경은 혀의 앞쪽 2/3에서 오는 미각 섬유와 부교감신경 섬유를 턱밑신경절로 전달한다.
혀신경은 그 후 안쪽날개근과 아래턱뼈의 가지(ramus of the mandible) 사이로 주행한다. 혀의 측면을 비스듬하게 가로지를 때는 위인두수축근과 붓혀근의 아래쪽, 목뿔혀근과 턱밑샘의 깊은쪽의 사이를 거친다. 최종적으로는 턱밑샘관을 가쪽에서 아래안쪽으로 가로지르며, 점막 바로 밑에서 혀를 따라 주행한다.

## 기능
혀신경은 혀의 앞쪽 2/3(혀몸통)의 점막에 일반몸들신경섬유 성분을 분포시킨다. 남은 뒤쪽 1/3(혀뿌리)의 점막에는 혀인두신경이 분포한다. 혀신경은 맛을 제외한 일반 감각만을 전달하며 혀 앞쪽 2/3의 맛 감각은 고실끈신경이 전달한다.
턱밑신경절은 혀신경에서 갈라져 나온 두 개의 신경 필라멘트에 의해 매달려 있다.

## 임상적 중요성

### 혀신경 손상
혀신경 손상의 가장 흔한 원인은 사랑니 수술이며, 그보다는 덜 일반적이지만 치과에서의 국소 마취 주사(특히 아래이틀신경 마취 주사)나 혀밑, 턱밑의 수술 등도 원인이 될 수 있다.
감각 신경의 손상은 통증, 감각 변화, 무감각을 유발할 수 있지만 일반적으로 세 가지 증상이 혼합해서 나타난다. 이런 증상들은 일상적인 기능과 심리적 건강 상태에도 영향을 미치는 환자의 삶의 질에 중대한 부정적인 영향을 미칠 수 있다.
사랑니와 구강저 수술 전에는 환자에게 혀신경 손상에 대해 경고할 필요가 있다. 사랑니 수술과 관련하여 혀신경 손상이 나타날 가능성은 일시적인 경우가 2%, 영구적인 경우는 0.2%인 것으로 알려져 있다.
이러한 혀신경 손상에 대한 수술 전 경고는 미국과 독일에서 주로 행해진다. 이는 영국 왕립 마취과 의사 협회(Royal College of Anesthetists)와 NHS Patient.uk.com에서 권장하는 모범 사례를 반영한다.
침투 요법(infiltration dentistry)은 주사를 깊은 곳에 놓지 않아 혀신경 손상의 가능성을 줄일 수 있는 기술이다.
사랑니 수술을 할 때 혀 쪽으로 접근하는 것을 피하면 불필요한 혀신경 손상도 예방할 수 있다.

## 추가 이미지

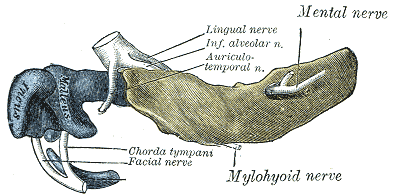
인간 배아의 아래턱뼈. 길이 24mm. 바깥쪽 면.
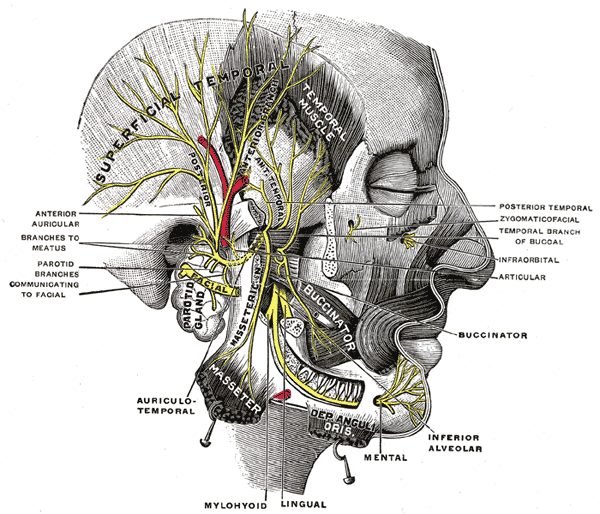
삼차신경의 아래턱신경 부분.
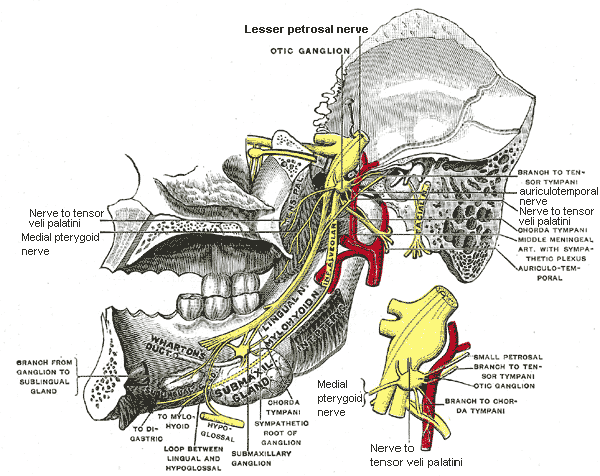
중간선에서 본 삼차신경의 아래턱부분.
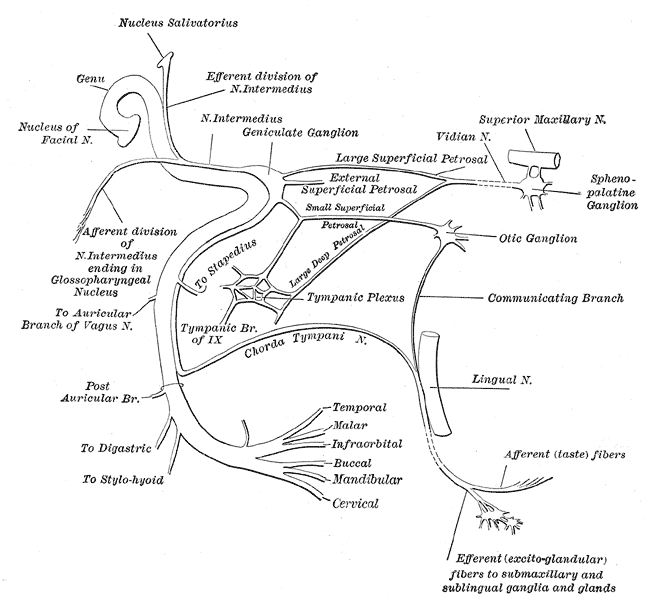
얼굴신경과 중간신경의 모식도 및 다른 신경과의 교통.
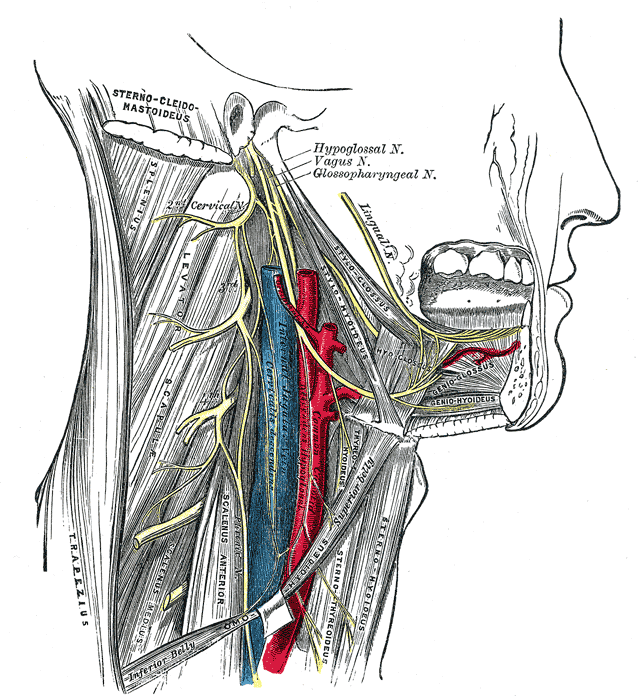
혀밑신경, 목신경얼기 및 그 가지.
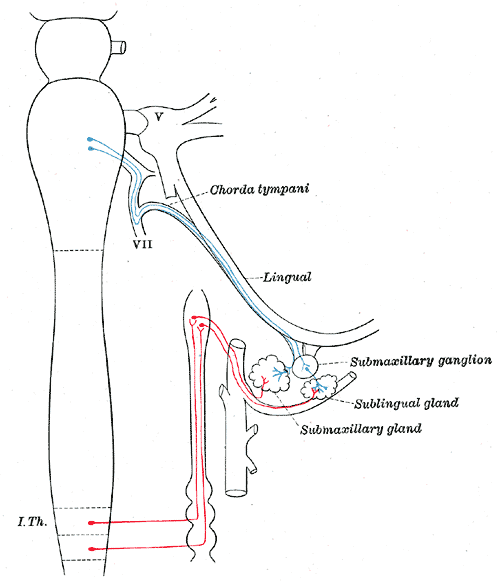
턱밑신경절과 위목신경절.
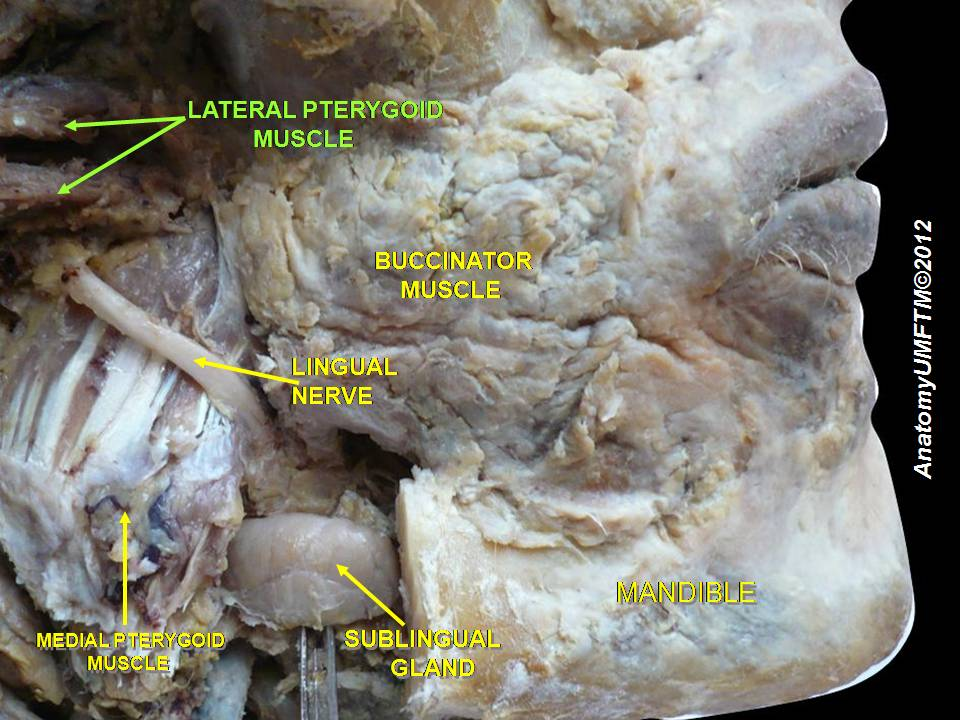
혀신경.
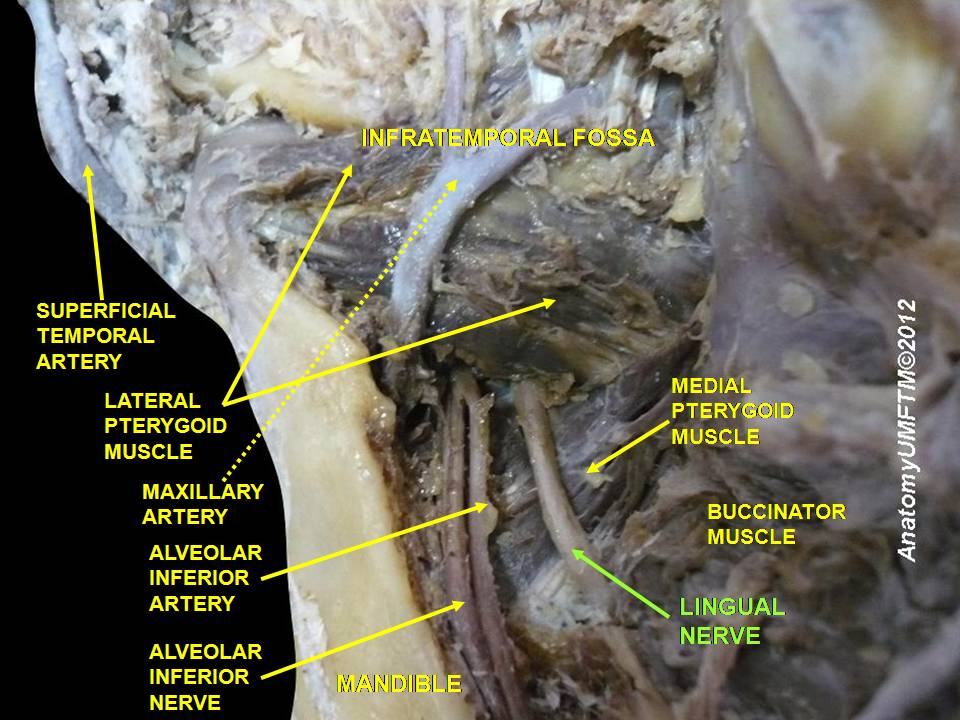
혀신경.
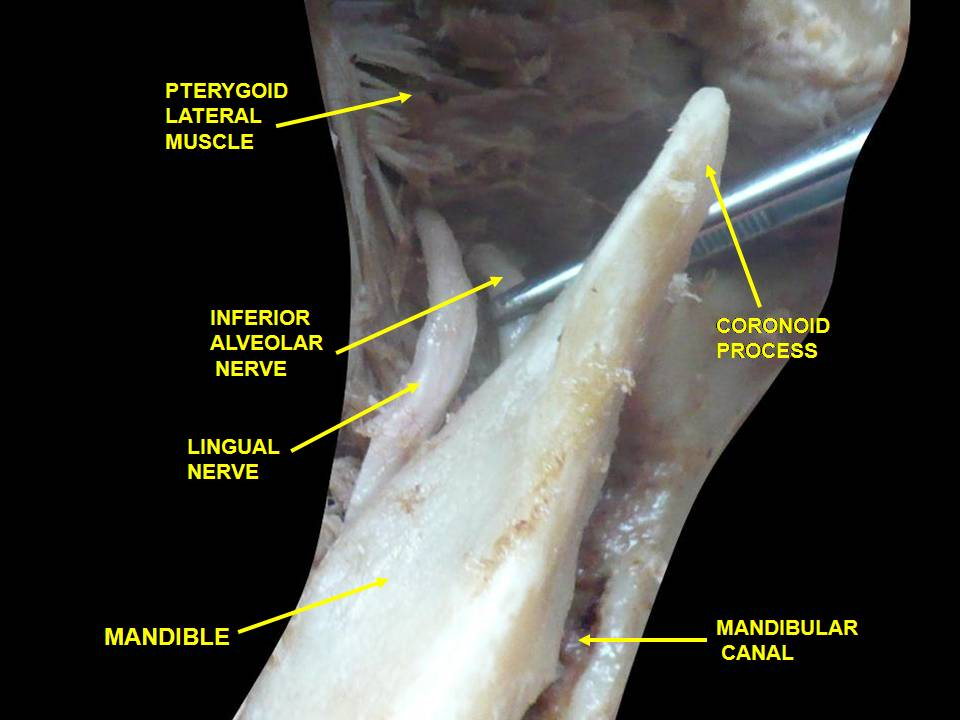
아래턱신경과 아래턱뼈. 깊은 해부. 앞에서 본 그림.
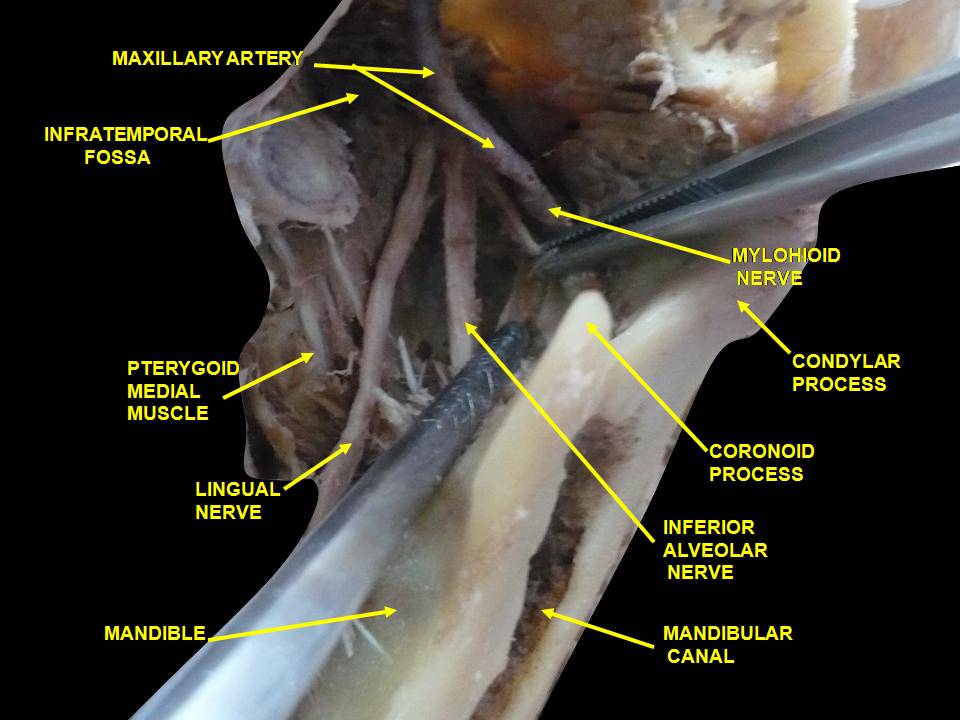
관자아래우묵. 혀신경과 아래이틀신경. 깊은 해부. 앞가쪽에서 본 그림.

## 참고 문헌
이 문서는 현재 퍼블릭 도메인에 속하는 그레이 해부학 제20판(1918) page 895의 내용을 기초로 작성된 글이 포함되어 있습니다.
1. ↑  Renton, T. (2013년 10월). “Oral surgery: part 4. Minimising and managing nerve injuries and other complications”. 《British Dental Journal》 (영어) 215 (8): 393–399. doi:10.1038/sj.bdj.2013.993. ISSN 0007-0610.
2. ↑  Tara Renton, Zehra Yilmaz. “Profiling of Patients Presenting with Posttraumatic Neuropathy of the Trigeminal Nerve” (PDF). 2022년 2월 15일에 원본 문서 (PDF)에서 보존된 문서. 2022년 2월 15일에 확인함.
3. ↑  sitecore\lewis.ashman@rcseng.ac.uk. “Recovering from Surgery — Royal College of Surgeons”. 《Royal College of Surgeons》. 2018년 4월 20일에 확인함.
4. ↑  “Archived copy” (PDF). 2014년 4월 16일에 원본 문서 (PDF)에서 보존된 문서. 2014년 4월 15일에 확인함.
5. ↑  “Anaesthesia (UK) - Local and General anaesthesia information - Patient”. 《Patient》.
6. ↑  J Am Dent Assoc. 2011 Sep;142 Suppl 3:19S-24S.
The use of the mandibular infiltration anesthetic technique in adults.
Meechan JG.
7. ↑  J Oral Maxillofac Surg. 1995 Oct;53(10):1178-81.
The relationship of the lingual nerve to the mandibular third molar region: an anatomic study.
Pogrel MA1, Renaut A, Schmidt B, Ammar A.
8. ↑  Br Dent J. 1996 Jun 22;180(12):456-61.
Lingual nerve damage during lower third molar removal: a comparison of two surgical methods.
Robinson PP1, Smith KG
9. ↑  Eur J Dent Educ. 1999 May;3(2):52-5.The effect of surgical technique on lingual nerve damage during lower 3rd molar removal by dental students.Robinson PP, Loescher AR, Smith KG.